# La canzone dei Nibelunghi
La canzone dei Nibelunghi, anche nota come Il canto dei Nibelunghi o I Nibelunghi, titolo originale Nibelungenlied, è un poema epico scritto in alto tedesco medio agli inizi del XIII secolo. Narra delle vicende dell'eroe Sigfrido alla corte dei Burgundi e della vendetta di sua moglie Crimilde, che porta ad una conclusione catastrofica e alla morte di tutti i protagonisti.

## Fonti e autore

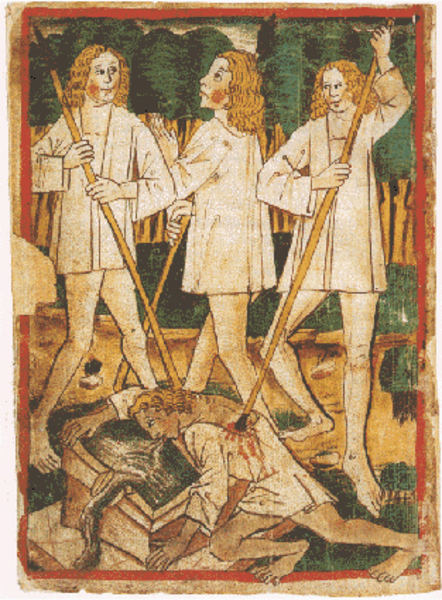
Morte di Sigfrido (illustrazione del Manoscritto K, anni 1480)

Il Nibelungenlied è basato su temi eroici germanici precristiani (la Nibelungensage), che includevano la narrazione, tramandata oralmente, di eventi storici realmente accaduti fra il V e VI secolo. La letteratura mitologica norrena ha un parallelo di questi temi nella Saga dei Völsungar e nella Atlakviða.
L'autore del poema è un anonimo dell'area del Danubio, fra Passavia e Vienna, e ha composto l'opera fra il 1180 e il 1210, forse alla corte del vescovo di Passavia, Wolfger von Erla (in carica dal 1191 al 1204). Secondo molti studiosi l'autore era probabilmente una persona istruita della corte del vescovo e scriveva per i chierici e per i nobili di corte.

## Storia dei testi

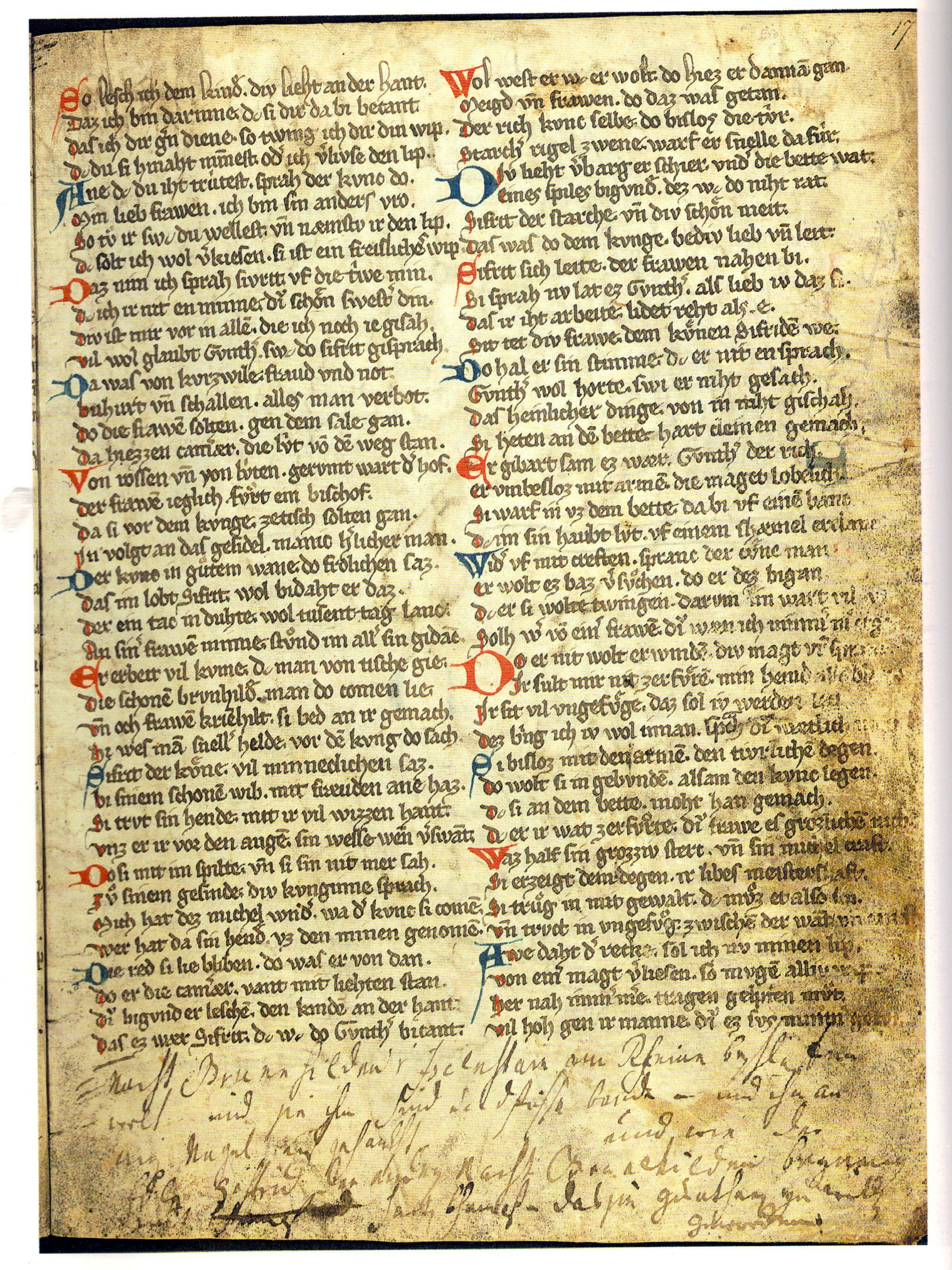
Il manoscritto dei Nibelunghi del 1300 ca., scoperto nell'Ottocento in Val Venosta (provincia di Bolzano), conservato alla Staatsbibliothek di Berlino, mgf 474

Il poema, nelle sue varie forme scritte, è andato perduto alla fine del XVI secolo, ma nel corso del XVIII secolo sono stati riscoperti manoscritti risalenti addirittura al XIII secolo.
Si conoscono 37 manoscritti del Nibelungenlied (per lo più frammentari) e una rielaborazione olandese (manoscritto "T"). Undici di questi sono sostanzialmente completi. La versione più antica sembra essere quella conservata nel manoscritto "B". I manoscritti sono stati trovati principalmente nella parte meridionale dell'area di lingua tedesca (Svizzera, Vorarlberg, Tirolo e Alto Adige).
Il testo contiene circa 2.400 quartine di versi in rima baciata, raggruppati e articolati in 39 Âventiuren (cioè "avventure"). Il titolo con cui il poema è conosciuto fin dalla sua scoperta deriva dal verso finale di una delle tre versioni principali, "hie hât daz mære ein ende: daz ist der Nibelunge liet" ("qui si conclude la storia: questo è il racconto dei Nibelunghi"). Liet in questo caso significa "racconto", "epopea" piuttosto che la sua traduzione in tedesco moderno di "canzone".
Karl Lachmann ha etichettato i tre più antichi testi completi (manoscritti principali) con lettere come segue:
- il manoscritto A (Monaco, Staatsbibliothek, Cgm 34), ritrovato nel 1779 a Hohenems, Vorarlberg
- il manoscritto B (San Gallo, Stiftsbibliothek, Cod. 857)
- il manoscritto C (Karlsruhe, Landesbibliothek, Cod. Donaueschingen 63)[2], ritrovato nella stessa biblioteca del manoscritto A nel 1755

Questi tre manoscritti sono considerati i principali lasciti di tre differenti versioni testuali, il cui rapporto reciproco è ancora poco chiaro. Gli studiosi non sono ancora riusciti nel compito di comporre uno stemma del testo, ovvero ricostruire un albero genealogico delle versioni che sono state preservate e quindi trarre conclusioni definitive circa quale di esse si avvicini maggiormente all'originale. Nel 2009, tutti e tre i manoscritti sono stati dichiarati Patrimonio Documentario dell'Umanità dall'UNESCO. Oltre alle tre principali linee di trasmissione (A, B e C), si deve ipotizzare anche un'ampia tradizione orale, il cui impatto sulle versioni scritte è difficile da valutare.
I manoscritti e le loro versioni testuali sono raggruppati in base all'ultimo verso del testo. I manoscritti A e B terminano con le parole: daz ist der Nibelunge not ("questa è la caduta dei Nibelunghi"). Questi testi sono pertanto indicati come la "versione Not". Il manoscritto C e i suoi parenti terminano con daz ist der Nibelunge liet ("questa è la canzone/epica dei Nibelunghi"). Questo testo è quindi chiamato "versione Lied".
Il testo C è stato il più diffuso e rappresenta un adattamento in funzione del pubblico, addolcendo in particolare la tragedia. Esistono diversi manoscritti che offrono quasi lo stesso testo di C; essi sono quindi riassunti sotto la denominazione di gruppo *C. Alcuni manoscritti, anche se pochi, offrono quasi lo stesso testo di B; questo gruppo è denominato *B.

## Sinossi
Il famoso incipit del Nibelungenlied è in realtà ritenuto un'aggiunta posteriore del redattore del manoscritto "C" (MS C, in breve), poiché non compare nei manoscritti più antichi. Potrebbe essere stata ispirata dal prologo della Nibelungenklage.
Testo Originale (MS C)
Uns ist in alten mæren || wunders vil geseit
von helden lobebæren,|| von grôzer arebeit,
von fröuden, hôchgezîten,|| von weinen und von klagen,
von küener recken strîten || muget ir nu wunder hœren sagen.
Tedesco Moderno
Uns ist in alten Geschichten viel Staunenswertes gesagt
von ruhmwürdigen Helden, von großer Mühsal (im Kampf),
von Freuden und Festen, von Weinen und Klagen,
vom Kampf kühner Helden könnt ihr jetzt viel Staunenswertes sagen hören.
Italiano
Nelle antiche leggende son narrate cose stupende:
di guerrieri famosi, imprese immense,
di feste e di letizia, di lacrime e di pianto,
di lotte d’audaci guerrieri; di ciò udrete narrar meraviglie.
I manoscritti più antichi iniziano invece con l'introduzione di Crimilde, la protagonista dell'opera.
L'epopea è divisa in due parti: la prima tratta la storia di Sigfrido e Crimilde, il corteggiamento di Brunilde e la morte di Sigfrido per mano di Hagen, nonché l'occultamento del tesoro dei Nibelunghi da parte di Hagen nel fiume Reno (capitoli 1-19). La seconda parte tratta del matrimonio di Crimilde con Attila, re degli Unni, dei suoi piani di vendetta, del viaggio dei Burgundi alla corte di Attila e della loro ultima resistenza nella sala del trono (capitoli 20-39).

## Personaggi e vicende
Il Canto dei Nibelunghi sviluppa due vicende principali. La prima riguarda l'eroe Sigfrido e le sue gesta alla corte dei Burgundi, fino alla sua morte per mano del traditore Hagen. La seconda riguarda la vendetta di Crimilde contro i suoi stessi parenti, colpevoli di avere permesso il delitto del marito.

### Prima parte
Prima Avventura: nella città di Worms, presso il Reno, abitava il popolo dei Burgundi, tra i quali figurava la bellissima Crimilde, sorella di tre potenti re, Gunther, Gernot e Giselher. Al servizio dei re erano molti nobili guerrieri, quali Hagen, consigliere del re, suo fratello Dankwart, il marescalco, Ortwin di Metz, il siniscalco, nipote di Hagen e Dankwart, Eckwarte e Gere, i due margravi, Volker di Alzeye, detto il suonatore, Sindolt, dispensiere del re, Hunold, il cameriere, e Rumold, mastro di cucina. Una notte, Crimilde sognò di possedere un falcone selvaggio, bello e forte, che però veniva sbranato davanti ai suoi occhi da due aquile; turbata dal sogno, la giovane si recò dalla madre, la Regina Ute, la quale le spiegò che il falcone simboleggiava un nobile sposo che però in futuro sarebbe stato in grave pericolo. La fanciulla rispose di voler vivere senza sposo, e così restar bella fino alla morte e non dover mai soffrire pene d'amore: evitando l'amore avrebbe evitato anche il dolore.
Seconda Avventura: nel Niederland, nella città di Xanten, presso il Reno, cresceva un giovane e nobile guerriero, Sigfrido, figlio del Re Sigmund e della Regina Sieglind. Sigfrido era forte e valoroso, molto amato a corte e desiderato da numerose dame.
Terza Avventura: udito parlare della bellezza di Crimilde, Sigfrido decise di recarsi alla corte del re dei Burgundi per chiedere in sposa la ragazza. Nonostante Sigmund e Sieglind tentassero di dissuadere il figlio dall'intento, pure mettendolo in guardia dalla superbia di Hagen, vassallo di Gunther, il giovane era convinto che, se non gli avessero concesso la mano della fanciulla, egli avrebbe conquistato il loro regno con la forza. Ma invece di prendere con sé l'esercito, come Sigmund gli consigliava, Sigfrido scelse soltanto dodici compagni che venissero con lui; furono dati loro abiti splendidi e si misero in viaggio.
Il settimo giorno arrivarono a Worms. Vedendo arrivare dei nobili stranieri, gli scudieri ed i cavalieri vennero, secondo l'usanza, per portargli gli scudi e condurre i cavalli, ma Sigfrido rifiutò e chiese dove potesse trovare re Gunther. Gli indicarono allora la vasta sala dove il re si era recato. Quando Gunther ne venne a sapere, il siniscalco Ortwin gli consigliò di chiedere a Hagen, che conosceva bene i popoli ed i paesi stranieri, se sapesse chi fossero: Hagen guardò dalla finestra e vide che doveva trattarsi di principi, o di messaggeri di principi, poi riconobbe tra essi Sigfrido e, narrate al re le magnifiche imprese dell'eroe, compresa l'uccisione del drago e la conquista del tesoro dei Nibelunghi, consigliò di accoglierlo in amicizia per non attirarsi il suo odio. Allora Gunther scese ed accolse l'eroe con cortesia e gli chiese il motivo della visita. Sigfrido disse di essere venuto per provare ancora la forza del re e dei suoi guerrieri: li avrebbe sfidati e il vincitore avrebbe governato sul regno dello sconfitto. Gernot, fratello del re, tentò di dissuadere Sigfrido dai suoi propositi, poiché non era nell'interesse di nessuno che si spargesse sangue e che ne nascesse una guerra, giacché già possedevano ricche terre ed altre non erano necessarie. Ordinò a tutti i guerrieri di non rispondere alle provocazioni del figlio di Sigmund, poi offrì agli stranieri il vino migliore e li servirono con ogni cortesia, addolcendo il cuore di Sigfrido.
Mentre furono preparati gli alloggi per gli ospiti e si allestirono in loro onore grandi tornei, Crimilde intanto guardava con ammirazione il giovane eroe, che le appariva migliore di ogni altro principe, e se ne innamorò.
Quarta Avventura: di lì a poco giunsero alla corte di Gunther messaggeri da lontano, i quali, esitando a rivelare il motivo del loro viaggio, temendo l'ira del re, dissero di essere stati inviati da Lüdeger, principe dei Sassoni, e da suo fratello Lüdegast, re di Danimarca, che marciavano contro i Burgundi per conquistare il loro regno. Entro dodici settimane i nemici sarebbero giunti, ma se il re avesse voluto scendere a patti, questo sarebbe stato riferito agli invasori perché fermassero la loro avanzata. Gunther riunì i suoi vassalli per consultarsi con loro: Gernot era propenso a difendersi, mentre Hagen consigliò di parlare con Sigfrido. Questi allora assicurò al re che, finanche gli invasori fossero stati trentamila, egli con mille uomini li avrebbe fermati. Così furono congedati i messaggeri e Gunther radunò i suoi guerrieri, con Volker come portavessilli e Hagen come guida. Sigfrido disse a Gunther di rimanere a Worms, poiché lui avrebbe guidato l'armata. Raggiunto il confine, Ortwin e Dankwart furono lasciati alla retroguardia. Sigfrido invece partì da solo in avanscoperta lasciando l'esercito ad Hagen e Gernot. Vide poi l'esercito nemico accampato, di oltre quarantamila, ma il re Lüdegast, che montava la guardia, scorse il nemico e spronò il cavallo contro di lui. Allora i due eroi si affrontarono con le spade e Sigfrido ferì l'avversario con tre duri colpi. Trenta guerrieri corsero in aiuto al loro re, ma Sigfrido ne risparmiò uno soltanto, che fuggì a riferire quanto era avvenuto. Lüdegast fu portato come ostaggio ad Hagen, mentre l'armata dei Burgundi marciò contro il nemico: erano mille, oltre i dodici cavalieri venuti con Sigfrido dal Niederland. Nella mischia Lüdeger si batté con Sigfrido: quando lo riconobbe fece abbassare i vessilli e chiese la pace, quindi fu preso prigioniero perché fosse anch'egli condotto come ostaggio alla corte di Gunther. Furono inviati messaggeri a Worms per riferire della vittoria. Crimilde allora si volle informare dell'esito della battaglia e, saputo che fra tutti gli eroi si era distinto Sigfrido, ne fu molto contenta. Lüdeger e Lüdegast furono condotti da Gunther, che concesse loro di muoversi liberamente, purché non lasciassero il suo regno: essi giurarono, quindi il re congedò i suoi vassalli, perché ritornassero alle loro terre, ma li invitò perché ritornassero dopo sei settimane ad una festa di corte. Anche Sigfrido chiese congedo, ma Gunther lo pregò di restare e il figlio di Sigmund accettò nella speranza di conoscere Crimilde.

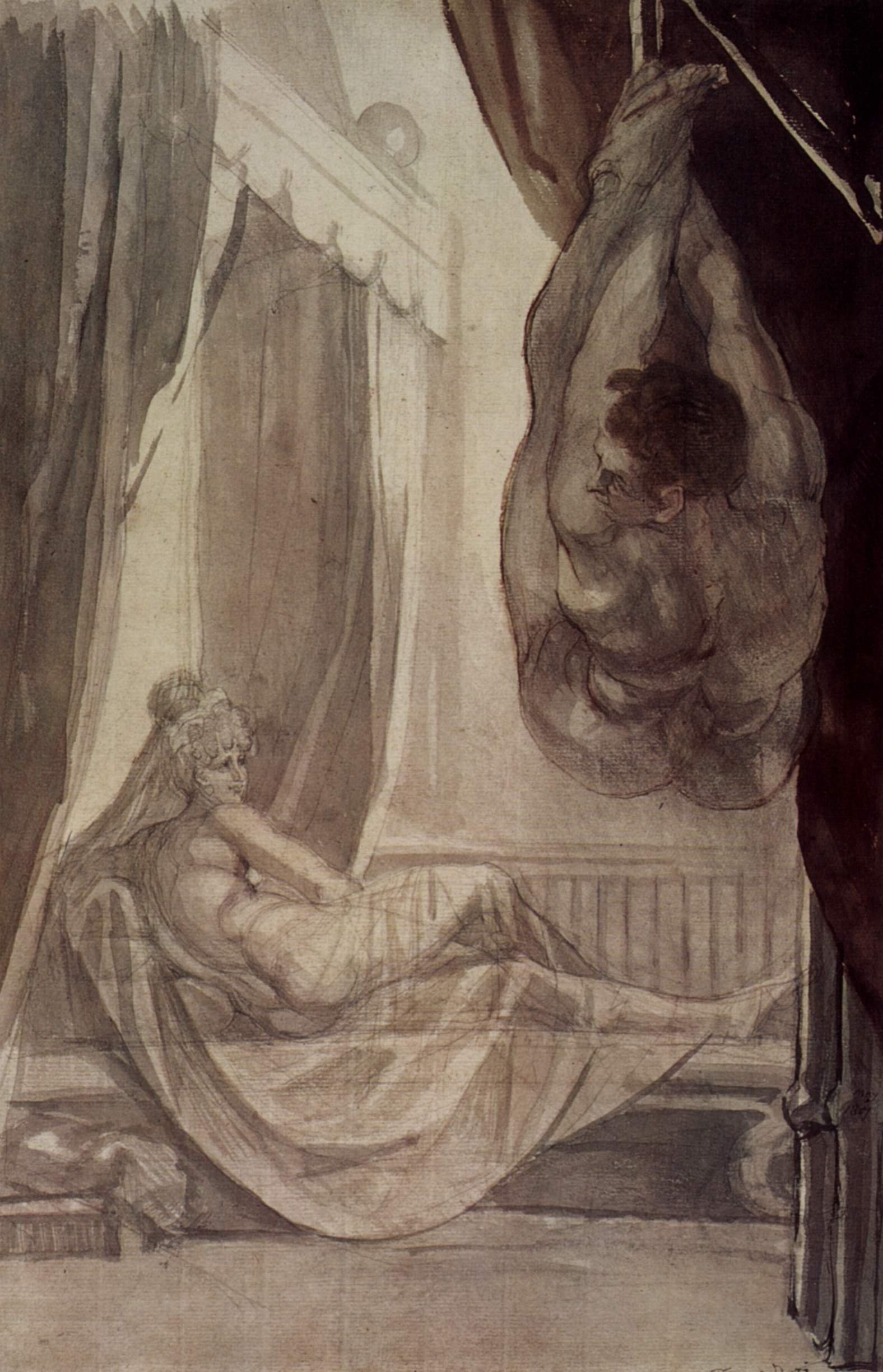
La notte di nozze di Gunther (Johann Heinrich Füssli, 1807)

Quinta Avventura: sei settimane dopo, il giorno di Pentecoste, accorsero alla festa di corte molti guerrieri, più di cinquemila. Il re fece allora chiamare Crimilde, che venne a salutare gli ospiti scortata da cento guerrieri e dalle sue dame, e con lei veniva Ute. Gunther, che da tempo aveva notato dell'amore che Sigfrido nutriva per sua sorella, chiese all'eroe di scortare Crimilde fin in chiesa, e il figlio di Sigmund, colmo di gioia, prese la giovane per mano e la condusse fino alla cattedrale, mentre i due si scambiavano sguardi amorosi. Giunti sulla soglia lei lo salutò con un bacio ed entrò nel duomo. Nei giorni successivi i due furono visti spesso insieme e sempre il giovane eroe scortava la principessa. Lüdeger e Lüdegast erano ormai guariti dalle loro ferite, così offrirono a Gunther molto oro come riscatto per la loro libertà, ma il re rifiutò il pagamento e li lasciò tornare liberi nelle loro terre, purché giurassero di non recarsi più ostilmente nel suo regno. Terminati i giorni della festa molti cavalieri lasciarono la corte. Quando anche Sigfrido chiese nuovamente congedo, il giovane Giselher scese a parlargli e, poiché aveva notato l'interesse di Sigfrido per sua sorella, gli ricordò che altrove non v'erano donne tanto belle come nella terra dei Burgundi.

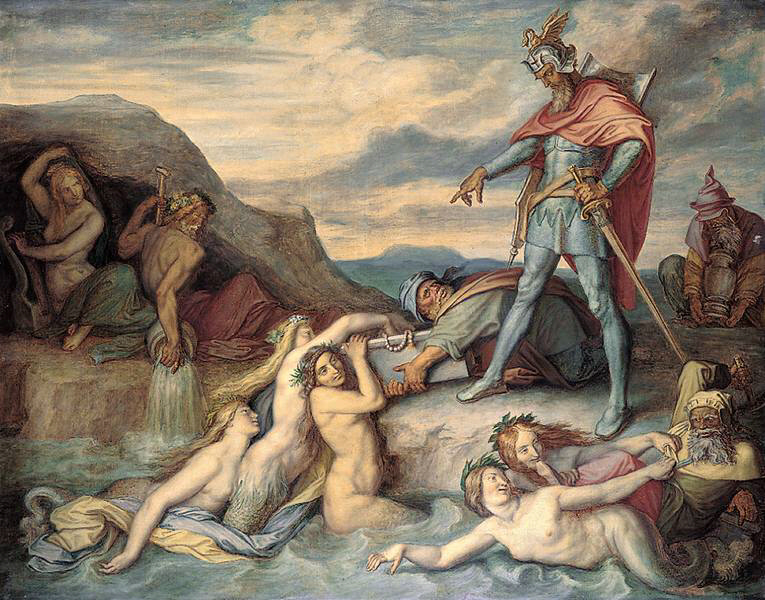
Gunther ordina ad Hagen di sommergere il tesoro nel Reno (Peter von Cornelius, 1859)

Sesta - Ottava Avventura: Per ottenere Crimilde in sposa, Sigfrido acconsente ad aiutare Gunther a sposare l'altera Brunilde, regina d'Islanda. Spacciandosi per un vassallo di Gunther, Sigfrido accompagna il re in Islanda e qui, usando un mantello magico tolto al nano custode del tesoro dei Nibelunghi che lo rende invisibile, aiuta Gunther a sopraffare Brunilde e a ottenerla in sposa. La fiera Brunilde si oppone con la forza a Gunther persino durante la prima notte di nozze, arrivando a legarlo affinché il matrimonio non venisse consumato. Anche in questo frangente Sigfrido corre in aiuto di Gunther, prendendone segretamente il posto per ridurre la sposa riottosa alla sottomissione. In tale occasione Sigfrido ruba un anello e una cintura a Brunilde, simboli della deflorazione della donna (sebbene lo stesso Sigfrido avesse promesso di non spingersi a possedere la moglie dell'amico), e li dona a Crimilde, che Gunther gli concede in sposa secondo i patti.
Nona - Decima Avventura: Anni dopo, Sigfrido e Crimilde sono in visita a Worms. Non capacitandosi del fatto che suo marito abbia concesso sua sorella in sposa a un vassallo, Brunilde si mostra sospettosa e ostile con i suoi ospiti. Crimilde e Brunilde, recandosi in chiesa, litigano su chi di loro debba avere la precedenza, ovvero chi di loro abbia un marito di più alto rango. Ignara dell'inganno perpetrato da Gunther e Sigfrido nei confronti di Brunilde, Crimilde finisce per mostrare alla sua rivale l'anello e la cintura donatele da Sigfrido anni prima, alludendo al fatto che Sigfrido abbia posseduto proprio lei. Hagen sostiene apertamente che l'offesa arrecata a Brunilde vada lavata con il sangue di Sigfrido. Riesce a farsi rivelare da Crimilde l'unico punto debole dell'eroe e lo colpisce a tradimento con una freccia durante una battuta di caccia. Ruba quindi il tesoro dei Nibelunghi e lo getta nel Reno, per impedire che Crimilde possa usarlo per crearsi un proprio esercito e vendicarsi dell'assassinio del marito.

### La vendetta di Crimilde

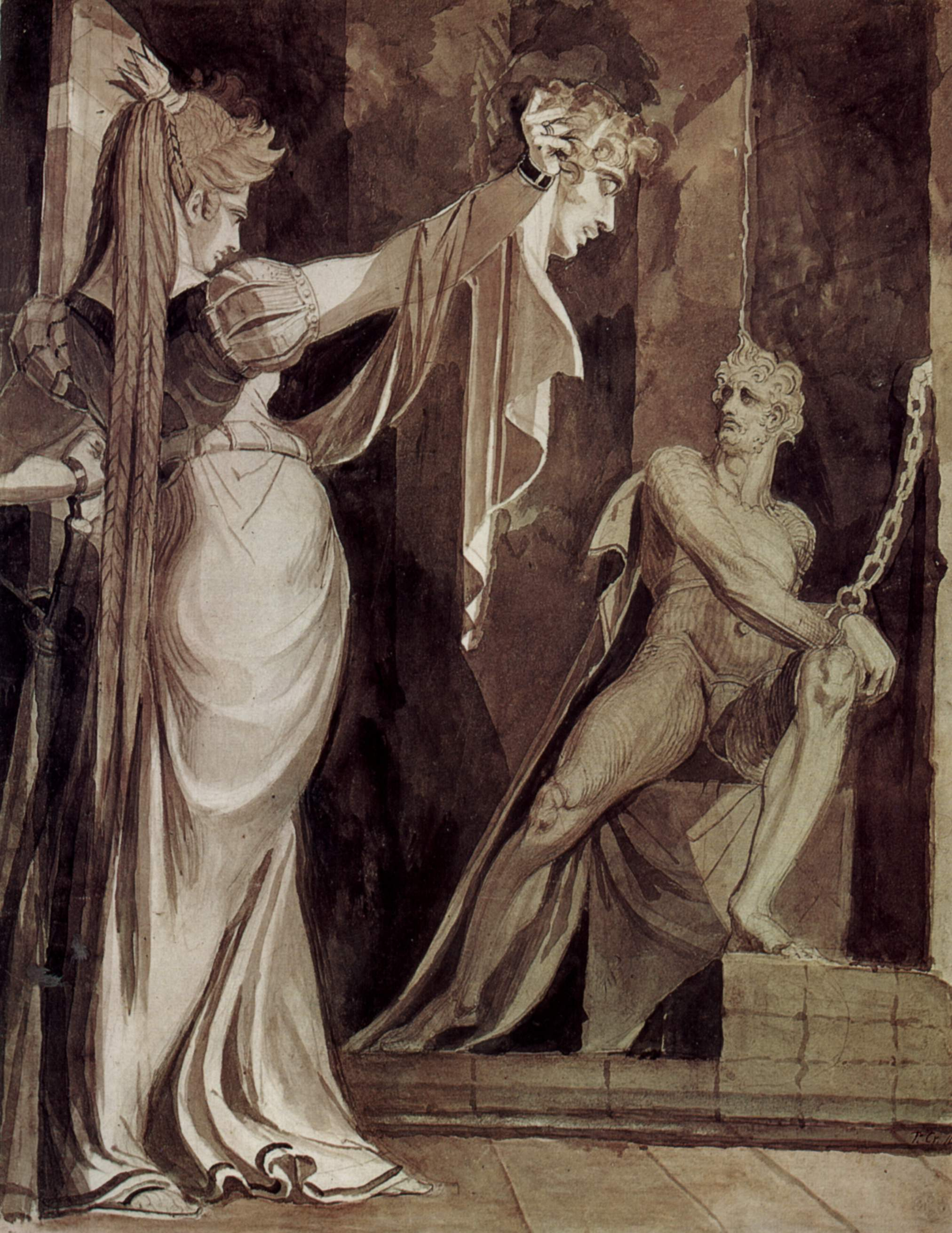
Crimilde mostra la testa di Gunther a Hagen (Johann Heinrich Füssli, ca. 1805)

Circa tredici anni dopo, Attila, re degli Unni, chiede in sposa Crimilde; dopo qualche esitazione, la donna acconsente, premeditando la vendetta contro la propria famiglia. Al battesimo del primo figlio avuto da Attila, Crimilde invita i Burgundi in Ungheria, al che Hagen cerca invano di dissuadere Gunther dall'accettare. Mentre i Burgundi attraversano il Danubio, le ondine parlano ad Hagen, profetizzando che di tutta la compagnia solo un monaco tornerà vivo a Worms. Per impedire l'avverarsi della profezia, Hagen tenta di uccidere il monaco, che riesce però a scappare e tornare a casa.
Arrivati alla corte di Attila, i Burgundi chiedono di poter tenere le proprie armi: pur mostrandosi offeso, Attila acconsente. A questo punto gli eventi precipitano rapidamente verso la tragedia. Crimilde pretende che le venga reso il tesoro dei Nibelunghi e, nella disputa che segue, Hagen decapita il figlio neonato di Attila e Crimilde. I Burgundi vengono accerchiati in un salone, in cui sono attaccati dagli Unni in diverse ondate.
Nel combattimento che segue numerosi eroi si trovano coinvolti nello scontro senza volerlo. Il poema si sofferma a lungo sul dissidio morale di personaggi come Rüdiger von Bechelaren (Hroðgar) e Dietrich von Bern, amici dei Burgundi, che a lungo si interrogano se rispettare i loro vincoli di amicizia o i loro vincoli di fedeltà ad Attila e a Crimilde: per esempio, Rüdiger affronta i Burgundi, ma acconsente volentieri a donare il suo scudo migliore ad Hagen.
Dopo una serie lunghissima e tragica di duelli e combattimenti, tutti i Burgundi vengono uccisi, eccetto Hagen e Gunther. Crimilde uccide Gunther in prigione e mostra la sua testa a Hagen, intimandogli di rivelare dove ha nascosto il tesoro: Hagen rifiuta e viene decapitato anche lui. Ildebrando, maestro d'armi di Teodorico, impazzisce d'odio per la morte ingloriosa di Hagen e lo vendica uccidendo a sua volta Crimilde. Così muoiono tutti i Burgundi e tutti gli Unni.

## Personaggi
- Sigfrid (o Sigurd): Figlio di Sigmund e della sorella di lui Sieglinde, e uccisore del drago, sposa Crimilde e viene tradito e ucciso dai fratelli della moglie.
- Crimilde: Moglie di Sigfrido e poi di Attila, sorella del re dei Burgundi Gunther. Secondo la tradizione germanica vendica il primo marito facendo strage dei propri parenti.
- Brunilde: Moglie di Gunther. Nella tradizione germanica è regina in Islanda, in quella norrena è una valchiria. Innamorata di Sigfrido, fa uccidere quest'ultimo quando scopre di essere stata ingannata sia da lui che dal marito.
- Gundicaro (o Gunther): Re dei Burgundi, marito di Brunilde, fratello di Crimilde, Gernot e Giselher e nella tradizione norrena anche di Hagen. Spinto dalla moglie fa uccidere Sigfrido.
- Hagen: Nella tradizione germanica è il consigliere di Gunther nonché l'assassino di Sigfrido, in quella norrena è il saggio fratello di Crimilde e Gunther.
- Godemaro (o Gernot): Nella tradizione germanica è fratello di Crimilde, Gunther e Giselher, nella tradizione norrena è fratello (o fratellastro) degli stessi nonché l'assassino di Sigfrido.
- Etzel (o Attila): Grande condottiero e sovrano degli Unni. Nella tradizione germanica è il secondo marito di Crimilde mentre, nella tradizione norrena, il fratello maggiore di Brunilde
- Fáfnir è il nome del drago ucciso da Sigfrido nell'Edda e nella Saga dei Völsungar.
- Ute è il nome della madre di Crimilde nella Canzone dei Nibelunghi come nella Saga dei Völsungar.

### Genealogia ne I Nibelunghi
L'elenco principale dei Nibelunghi:
|        |        |        |        |        |        |  |  |       |       |        |        |        |        |         |         |         |         |         |         |         |         |          |          |          |          |          |          |          |          |          |          |         |         |            |            |            |            |            |            |         |         |          |          |          |          |          |          |  |  |           |           |           |           |           |           |  |  |         |         |          |          |          |          |          |          |  |  |  |  |           |           |           |           |           |           |         |         |          |          |          |          |          |          |          |          |          |          |
|        |        |        |        |        |        |  |  |       |       |        |        |        |        |         |         |         |         |         |         |         |         |          |          |          |          |          |          |          |          |          |          |         |         |            |            |            |            |            |            |         |         |          |          |          |          |          |          |  |  |           |           |           |           |           |           |  |  |         |         |          |          |          |          |          |          |  |  |  |  |           |           |           |           |           |           |         |         |          |          |          |          |          |          |          |          |          |          |
|        |        |        |        |        |        |  |  |       |       |        |        |        |        | Sigmund | Sigmund | Sigmund | Sigmund | Sigmund | Sigmund |         |         | Sieglind | Sieglind | Sieglind | Sieglind | Sieglind | Sieglind |          |          |          |          |         |         |            |            | Pilgrim    | Pilgrim    | Pilgrim    | Pilgrim    | Pilgrim | Pilgrim |          |          |          |          |          |          |  |  | Ute       | Ute       | Ute       | Ute       | Ute       | Ute       |  |  | Gebicca | Gebicca | Gebicca  | Gebicca  | Gebicca  | Gebicca  |          |          |  |  |  |  |           |           |           |           | Rüdiger   | Rüdiger   | Rüdiger | Rüdiger | Rüdiger  | Rüdiger  |          |          | Gotelind | Gotelind | Gotelind | Gotelind | Gotelind | Gotelind |
|        |        |        |        |        |        |  |  |       |       |        |        |        |        | Sigmund | Sigmund | Sigmund | Sigmund | Sigmund | Sigmund |         |         | Sieglind | Sieglind | Sieglind | Sieglind | Sieglind | Sieglind |          |          |          |          |         |         |            |            | Pilgrim    | Pilgrim    | Pilgrim    | Pilgrim    | Pilgrim | Pilgrim |          |          |          |          |          |          |  |  | Ute       | Ute       | Ute       | Ute       | Ute       | Ute       |  |  | Gebicca | Gebicca | Gebicca  | Gebicca  | Gebicca  | Gebicca  |          |          |  |  |  |  |           |           |           |           | Rüdiger   | Rüdiger   | Rüdiger | Rüdiger | Rüdiger  | Rüdiger  |          |          | Gotelind | Gotelind | Gotelind | Gotelind | Gotelind | Gotelind |
|        |        |        |        |        |        |  |  |       |       |        |        |        |        |         |         |         |         |         |         |         |         |          |          |          |          |          |          |          |          |          |          |         |         |            |            |            |            |            |            |         |         |          |          |          |          |          |          |  |  |           |           |           |           |           |           |  |  |         |         |          |          |          |          |          |          |  |  |  |  |           |           |           |           |           |           |         |         |          |          |          |          |          |          |          |          |          |          |
|        |        |        |        |        |        |  |  |       |       |        |        |        |        |         |         |         |         |         |         |         |         |          |          |          |          |          |          |          |          |          |          |         |         |            |            |            |            |            |            |         |         |          |          |          |          |          |          |  |  |           |           |           |           |           |           |  |  |         |         |          |          |          |          |          |          |  |  |  |  |           |           |           |           |           |           |         |         |          |          |          |          |          |          |          |          |          |          |
|        |        |        |        |        |        |  |  |       |       | Jonakr | Jonakr | Jonakr | Jonakr | Jonakr  | Jonakr  |         |         | Sigfrid | Sigfrid | Sigfrid | Sigfrid | Sigfrid  | Sigfrid  |          |          | Crimilde | Crimilde | Crimilde | Crimilde | Crimilde | Crimilde |         |         | Etzel      | Etzel      | Etzel      | Etzel      | Etzel      | Etzel      |         |         | Brunilde | Brunilde | Brunilde | Brunilde | Brunilde | Brunilde |  |  | Gundicaro | Gundicaro | Gundicaro | Gundicaro | Gundicaro | Gundicaro |  |  |         |         | Godemaro | Godemaro | Godemaro | Godemaro | Godemaro | Godemaro |  |  |  |  | Giselcaro | Giselcaro | Giselcaro | Giselcaro | Giselcaro | Giselcaro |         |         | Dietlind | Dietlind | Dietlind | Dietlind | Dietlind | Dietlind |          |          |          |          |
|        |        |        |        |        |        |  |  |       |       | Jonakr | Jonakr | Jonakr | Jonakr | Jonakr  | Jonakr  |         |         | Sigfrid | Sigfrid | Sigfrid | Sigfrid | Sigfrid  | Sigfrid  |          |          | Crimilde | Crimilde | Crimilde | Crimilde | Crimilde | Crimilde |         |         | Etzel      | Etzel      | Etzel      | Etzel      | Etzel      | Etzel      |         |         | Brunilde | Brunilde | Brunilde | Brunilde | Brunilde | Brunilde |  |  | Gundicaro | Gundicaro | Gundicaro | Gundicaro | Gundicaro | Gundicaro |  |  |         |         | Godemaro | Godemaro | Godemaro | Godemaro | Godemaro | Godemaro |  |  |  |  | Giselcaro | Giselcaro | Giselcaro | Giselcaro | Giselcaro | Giselcaro |         |         | Dietlind | Dietlind | Dietlind | Dietlind | Dietlind | Dietlind |          |          |          |          |
|        |        |        |        |        |        |  |  |       |       |        |        |        |        |         |         |         |         |         |         |         |         |          |          |          |          |          |          |          |          |          |          |         |         |            |            |            |            |            |            |         |         |          |          |          |          |          |          |  |  |           |           |           |           |           |           |  |  |         |         |          |          |          |          |          |          |  |  |  |  |           |           |           |           |           |           |         |         |          |          |          |          |          |          |          |          |          |          |
|        |        |        |        |        |        |  |  |       |       |        |        |        |        |         |         |         |         |         |         |         |         |          |          |          |          |          |          |          |          |          |          |         |         |            |            |            |            |            |            |         |         |          |          |          |          |          |          |  |  |           |           |           |           |           |           |  |  |         |         |          |          |          |          |          |          |  |  |  |  |           |           |           |           |           |           |         |         |          |          |          |          |          |          |          |          |          |          |
| Hamdir | Hamdir | Hamdir | Hamdir | Hamdir | Hamdir |  |  | Sorli | Sorli | Sorli  | Sorli  | Sorli  | Sorli  |         |         | Erp     | Erp     | Erp     | Erp     | Erp     | Erp     |          |          |          |          |          |          |          |          | Ortlieb  | Ortlieb  | Ortlieb | Ortlieb | Ortlieb    | Ortlieb    |            |            |            |            |         |         |          |          |          |          |          |          |  |  |           |           |           |           |           |           |  |  |         |         |          |          |          |          |          |          |  |  |  |  |           |           |           |           |           |           |         |         |          |          |          |          |          |          |          |          |          |          |
| Hamdir | Hamdir | Hamdir | Hamdir | Hamdir | Hamdir |  |  | Sorli | Sorli | Sorli  | Sorli  | Sorli  | Sorli  |         |         | Erp     | Erp     | Erp     | Erp     | Erp     | Erp     |          |          |          |          |          |          |          |          | Ortlieb  | Ortlieb  | Ortlieb | Ortlieb | Ortlieb    | Ortlieb    |            |            |            |            |         |         |          |          |          |          |          |          |  |  |           |           |           |           |           |           |  |  |         |         |          |          |          |          |          |          |  |  |  |  |           |           |           |           |           |           |         |         |          |          |          |          |          |          |          |          |          |          |
|        |        |        |        |        |        |  |  |       |       |        |        |        |        |         |         |         |         | Gunther | Gunther | Gunther | Gunther | Gunther  | Gunther  |          |          | Svanhild | Svanhild | Svanhild | Svanhild | Svanhild | Svanhild |         |         | Ermanarico | Ermanarico | Ermanarico | Ermanarico | Ermanarico | Ermanarico |         |         |          |          |          |          |          |          |  |  |           |           |           |           |           |           |  |  |         |         |          |          |          |          |          |          |  |  |  |  |           |           |           |           |           |           |         |         |          |          |          |          |          |          |          |          |          |          |
|        |        |        |        |        |        |  |  |       |       |        |        |        |        |         |         |         |         | Gunther | Gunther | Gunther | Gunther | Gunther  | Gunther  |          |          | Svanhild | Svanhild | Svanhild | Svanhild | Svanhild | Svanhild |         |         | Ermanarico | Ermanarico | Ermanarico | Ermanarico | Ermanarico | Ermanarico |         |         |          |          |          |          |          |          |  |  |           |           |           |           |           |           |  |  |         |         |          |          |          |          |          |          |  |  |  |  |           |           |           |           |           |           |         |         |          |          |          |          |          |          |          |          |          |          |
|        |        |        |        |        |        |  |  |       |       |        |        |        |        |         |         |         |         |         |         |         |         |          |          |          |          |          |          |          |          |          |          |         |         |            |            |            |            |            |            |         |         |          |          |          |          |          |          |  |  |           |           |           |           |           |           |  |  |         |         |          |          |          |          |          |          |  |  |  |  |           |           |           |           |           |           |         |         |          |          |          |          |          |          |          |          |          |          |
|        |        |        |        |        |        |  |  |       |       |        |        |        |        |         |         |         |         |         |         |         |         |          |          |          |          |          |          |          |          | Randver  |          |         |         |            |            |            |            |            |            |         |         |          |          |          |          |          |          |  |  |           |           |           |           |           |           |  |  |         |         |          |          |          |          |          |          |  |  |  |  |           |           |           |           |           |           |         |         |          |          |          |          |          |          |          |          |          |          |

Alcuni dei personaggi si trovano con alcune differenze anche in altre opere, come nella Saga dei Völsungar, nell'Edda antica e nel ciclo operistico Der Ring des Nibelungen di Richard Wagner.
|         |         |         |         |         |         |  |  | Eilimis  | Eilimis  | Eilimis  | Eilimis  | Eilimis  | Eilimis  |  |  | Hjalprek | Hjalprek | Hjalprek | Hjalprek | Hjalprek | Hjalprek |  |  |        |        |        |        |        |        |  |  |          |          |          |          |          |          |         |         |           |           |           |           |           |           |           |           |           |           |          |          |          |          |  |  |          |          |          |          |          |          |  |  |           |           |           |           |           |           |         |         |          |          |          |          |          |          |          |          |          |          |  |  |  |  |  |  |  |  |  |  |  |  |
|         |         |         |         |         |         |  |  | Eilimis  | Eilimis  | Eilimis  | Eilimis  | Eilimis  | Eilimis  |  |  | Hjalprek | Hjalprek | Hjalprek | Hjalprek | Hjalprek | Hjalprek |  |  |        |        |        |        |        |        |  |  |          |          |          |          |          |          |         |         |           |           |           |           |           |           |           |           |           |           |          |          |          |          |  |  |          |          |          |          |          |          |  |  |           |           |           |           |           |           |         |         |          |          |          |          |          |          |          |          |          |          |  |  |  |  |  |  |  |  |  |  |  |  |
| Sigmund | Sigmund | Sigmund | Sigmund | Sigmund | Sigmund |  |  | Hjördís  | Hjördís  | Hjördís  | Hjördís  | Hjördís  | Hjördís  |  |  | Alf      | Alf      | Alf      | Alf      | Alf      | Alf      |  |  |        |        |        |        |        |        |  |  |          |          |          |          | Dankrat  | Dankrat  | Dankrat | Dankrat | Dankrat   | Dankrat   |           |           | Ute       | Ute       | Ute       | Ute       | Ute       | Ute       |          |          |          |          |  |  |          |          |          |          |          |          |  |  |           |           |           |           |           |           |         |         |          |          |          |          |          |          |          |          |          |          |  |  |  |  |  |  |  |  |  |  |  |  |
| Sigmund | Sigmund | Sigmund | Sigmund | Sigmund | Sigmund |  |  | Hjördís  | Hjördís  | Hjördís  | Hjördís  | Hjördís  | Hjördís  |  |  | Alf      | Alf      | Alf      | Alf      | Alf      | Alf      |  |  |        |        |        |        |        |        |  |  |          |          |          |          | Dankrat  | Dankrat  | Dankrat | Dankrat | Dankrat   | Dankrat   |           |           | Ute       | Ute       | Ute       | Ute       | Ute       | Ute       |          |          |          |          |  |  |          |          |          |          |          |          |  |  |           |           |           |           |           |           |         |         |          |          |          |          |          |          |          |          |          |          |  |  |  |  |  |  |  |  |  |  |  |  |
|         |         |         |         |         |         |  |  |          |          |          |          |          |          |  |  |          |          |          |          |          |          |  |  |        |        |        |        |        |        |  |  |          |          |          |          |          |          |         |         |           |           |           |           |           |           |           |           |           |           |          |          |          |          |  |  |          |          |          |          |          |          |  |  |           |           |           |           |           |           |         |         |          |          |          |          |          |          |          |          |          |          |  |  |  |  |  |  |  |  |  |  |  |  |
|         |         |         |         |         |         |  |  |          |          |          |          |          |          |  |  |          |          |          |          |          |          |  |  |        |        |        |        |        |        |  |  |          |          |          |          |          |          |         |         |           |           |           |           |           |           |           |           |           |           |          |          |          |          |  |  |          |          |          |          |          |          |  |  |           |           |           |           |           |           |         |         |          |          |          |          |          |          |          |          |          |          |  |  |  |  |  |  |  |  |  |  |  |  |
|         |         |         |         |         |         |  |  |          |          |          |          |          |          |  |  |          |          |          |          |          |          |  |  |        |        |        |        |        |        |  |  |          |          |          |          |          |          |         |         |           |           |           |           |           |           |           |           |           |           |          |          |          |          |  |  |          |          |          |          |          |          |  |  |           |           |           |           |           |           |         |         |          |          |          |          |          |          |          |          |          |          |  |  |  |  |  |  |  |  |  |  |  |  |
|         |         |         |         |         |         |  |  |          |          |          |          |          |          |  |  |          |          |          |          |          |          |  |  |        |        |        |        |        |        |  |  |          |          |          |          |          |          |         |         |           |           |           |           |           |           |           |           |           |           |          |          |          |          |  |  |          |          |          |          |          |          |  |  |           |           |           |           | Rüdiger   | Rüdiger   | Rüdiger | Rüdiger | Rüdiger  | Rüdiger  |          |          | Gotelind | Gotelind | Gotelind | Gotelind | Gotelind | Gotelind |  |  |  |  |  |  |  |  |  |  |  |  |
|         |         |         |         |         |         |  |  |          |          |          |          |          |          |  |  |          |          |          |          |          |          |  |  |        |        |        |        |        |        |  |  |          |          |          |          |          |          |         |         |           |           |           |           |           |           |           |           |           |           |          |          |          |          |  |  |          |          |          |          |          |          |  |  |           |           |           |           | Rüdiger   | Rüdiger   | Rüdiger | Rüdiger | Rüdiger  | Rüdiger  |          |          | Gotelind | Gotelind | Gotelind | Gotelind | Gotelind | Gotelind |  |  |  |  |  |  |  |  |  |  |  |  |
|         |         |         |         |         |         |  |  |          |          |          |          |          |          |  |  |          |          |          |          |          |          |  |  |        |        |        |        |        |        |  |  |          |          |          |          |          |          |         |         |           |           |           |           |           |           |           |           |           |           |          |          |          |          |  |  |          |          |          |          |          |          |  |  |           |           |           |           |           |           |         |         |          |          |          |          |          |          |          |          |          |          |  |  |  |  |  |  |  |  |  |  |  |  |
|         |         |         |         |         |         |  |  |          |          |          |          |          |          |  |  |          |          |          |          |          |          |  |  |        |        |        |        |        |        |  |  |          |          |          |          |          |          |         |         |           |           |           |           |           |           |           |           |           |           |          |          |          |          |  |  |          |          |          |          |          |          |  |  |           |           |           |           |           |           |         |         |          |          |          |          |          |          |          |          |          |          |  |  |  |  |  |  |  |  |  |  |  |  |
| Sigfrid | Sigfrid | Sigfrid | Sigfrid | Sigfrid | Sigfrid |  |  | Crimilde | Crimilde | Crimilde | Crimilde | Crimilde | Crimilde |  |  | Etzel    | Etzel    | Etzel    | Etzel    | Etzel    | Etzel    |  |  | Helche | Helche | Helche | Helche | Helche | Helche |  |  | Blödelin | Blödelin | Blödelin | Blödelin | Blödelin | Blödelin |         |         | Gundicaro | Gundicaro | Gundicaro | Gundicaro | Gundicaro | Gundicaro |           |           | Brunilde  | Brunilde  | Brunilde | Brunilde | Brunilde | Brunilde |  |  | Godemaro | Godemaro | Godemaro | Godemaro | Godemaro | Godemaro |  |  | Giselcaro | Giselcaro | Giselcaro | Giselcaro | Giselcaro | Giselcaro |         |         | Dietlind | Dietlind | Dietlind | Dietlind | Dietlind | Dietlind |          |          |          |          |  |  |  |  |  |  |  |  |  |  |  |  |
| Sigfrid | Sigfrid | Sigfrid | Sigfrid | Sigfrid | Sigfrid |  |  | Crimilde | Crimilde | Crimilde | Crimilde | Crimilde | Crimilde |  |  | Etzel    | Etzel    | Etzel    | Etzel    | Etzel    | Etzel    |  |  | Helche | Helche | Helche | Helche | Helche | Helche |  |  | Blödelin | Blödelin | Blödelin | Blödelin | Blödelin | Blödelin |         |         | Gundicaro | Gundicaro | Gundicaro | Gundicaro | Gundicaro | Gundicaro |           |           | Brunilde  | Brunilde  | Brunilde | Brunilde | Brunilde | Brunilde |  |  | Godemaro | Godemaro | Godemaro | Godemaro | Godemaro | Godemaro |  |  | Giselcaro | Giselcaro | Giselcaro | Giselcaro | Giselcaro | Giselcaro |         |         | Dietlind | Dietlind | Dietlind | Dietlind | Dietlind | Dietlind |          |          |          |          |  |  |  |  |  |  |  |  |  |  |  |  |
|         |         |         |         |         |         |  |  |          |          |          |          |          |          |  |  |          |          |          |          |          |          |  |  |        |        |        |        |        |        |  |  |          |          |          |          |          |          |         |         |           |           |           |           |           |           |           |           |           |           |          |          |          |          |  |  |          |          |          |          |          |          |  |  |           |           |           |           |           |           |         |         |          |          |          |          |          |          |          |          |          |          |  |  |  |  |  |  |  |  |  |  |  |  |
|         |         |         |         |         |         |  |  |          |          |          |          |          |          |  |  |          |          |          |          |          |          |  |  |        |        |        |        |        |        |  |  |          |          |          |          |          |          |         |         |           |           |           |           |           |           |           |           |           |           |          |          |          |          |  |  |          |          |          |          |          |          |  |  |           |           |           |           |           |           |         |         |          |          |          |          |          |          |          |          |          |          |  |  |  |  |  |  |  |  |  |  |  |  |
| Gunther | Gunther | Gunther | Gunther | Gunther | Gunther |  |  | Svanhild | Svanhild | Svanhild | Svanhild | Svanhild | Svanhild |  |  | Ortlieb  | Ortlieb  | Ortlieb  | Ortlieb  | Ortlieb  | Ortlieb  |  |  | Erp    | Erp    | Erp    | Erp    | Erp    | Erp    |  |  | Ortwin   | Ortwin   | Ortwin   | Ortwin   | Ortwin   | Ortwin   |         |         |           |           |           |           | Siegfried | Siegfried | Siegfried | Siegfried | Siegfried | Siegfried |          |          |          |          |  |  |          |          |          |          |          |          |  |  |           |           |           |           |           |           |         |         |          |          |          |          |          |          |          |          |          |          |  |  |  |  |  |  |  |  |  |  |  |  |

## Riferimenti nella cultura di massa

### Filmografia
| Anno | Film                                     | Regia             | Note               |
| ---- | ---------------------------------------- | ----------------- | ------------------ |
| 1912 | Sigfrido                                 | Mario Caserini    | Cortometraggio     |
| 1924 | I Nibelunghi                             | Fritz Lang        |                    |
| 1957 | Sigfrido                                 | Giacomo Gentilomo |                    |
| 1966 | Die Nibelungen - Sigfrido                | Harald Reinl      | Lungometraggio     |
| 1967 | Die Nibelungen - La vendetta di Crimilde | Harald Reinl      | Lungometraggio     |
| 2004 | La saga dei Nibelunghi                   | Uli Edel          | Fiction televisiva |

Nell'ultima stagione della serie televisiva Xena - Principessa guerriera sono stati trasmessi tre episodi in sequenza (The Rheingold, The Ring e The Return of the Valkyrie), che narrano una versione riveduta e corretta della storia de L'anello del Nibelungo.
L'anello del Nibelungo è anche rappresentato nella Harlock Saga - L'anello dei Nibelunghi e in Capitan Harlock (film) quale adattamento in chiave fantascientifica dell'opera di Wagner.
Anche nel film Army of Thieves l'anello del Nibelungo è citato attraverso i nomi delle casseforti inespugnabili che il protagonista del film, calatosi nei panni di un rapinatore, è chiamato a scassinare.
La principessa Brunilde è menzionata come Broomhilda von Shaft anche nel film Django Unchained, il celebre film scritto e diretto da Quentin Tarantino il cui nome corrisponde a quello della moglie dello stesso Django, della quale i due protagonisti sono alla ricerca fin dalle prime scene di questa epopea western. Alla canzone dei nibelunghi vengono fatti dei cenni in una scena del film.

### Musica
- Insieme ad altri miti nordici, il poema ha ispirato la tetralogia di drammi musicali L'anello del Nibelungo di Richard Wagner;

### Fumetti e animazione
- Nel 1989 è stata pubblicata dalla Disney la parodia a fumetti dei Nibelunghi, composta di tre puntate, chiamata La Trilogia di Paperin Sigfrido e l'oro del Reno. La parodia era già comparsa nell'albo del 1962 intitolato Paperepopea;
- Siegfried Il canto dei Nibelunghi, un manga scritto e disegnato da Yoshikazu Amami, edito da Planet Manga, che narra le vicende di Sigfrido, romanzando il racconto originale (per esempio Alberico, dopo la morte dei due principi, si unisce a Sigfrido e diventano amici);
- L'anello dei Nibelunghi, un manga scritto da Miyamoto Erika e disegnato da Ikeda Riyoko, edito da GOEN e tradotto da A. Specchio, diviso in italiano in quattro volumi secondo la divisione proposta da Wagner;

## Traduzioni e adattamenti

### Italiano
- I Nibelunghi, Traduzione in versi italiani di Italo Pizzi, Milano, Hoepli, 1889.
- I Nibelunghi, Traduzione in versi italiani e prefazione di Laura Mancinelli, Torino, Einaudi, 1972. Google Books

### Tedesco
- Das Nibelungenlied. Tradotto da Karl Bartsch. Lipsia 1867 (Google)
- Das Nibelungenlied. Tradotto da Karl Simrock. Stoccarda 1868 (Google)
- Das Nibelungenlied. Zweisprachig, testo parallelo, tradotto da Helmut de Boor. Sammlung Dieterich, 4ª edizione, Lipsia 1992, ISBN 3-7350-0104-1.
- (DE) Karl Bartsch e Helmut de Boor (a cura di), Das Nibelungenlied. Mhd./Nhd, translated with commentary by Siegfried Grosse, P. Reclam, 1997, ISBN 978-3-15-000644-3. - testo parallelo basato sulla edizione di Karl Bartsch and Helmut de Boor
- Albrecht Behmel, Das Nibelungenlied, traduzione, Ibidem Verlag, 2ª edizione, Stoccarda 2001, ISBN 978-3-89821-145-1

### Inglese
- The Lay of the Nibelungs: Metrically Translated from the Old German Text. Tradotto da Horton, Alice. Londra 1898
- The Nibelungenlied. Tradotto da Margaret Armour. New York 1961
- The Song of the Nibelungs. Tradotto da Ryder, Frank G. Detroit: Wayne State University Press, 1962.
- The Nibelungenlied. Tradotto da Arthur Thomas Hatto. 1964
- The Nibelungenlied (Studies in German Language and Literature Number: 9). Tradotto da Lichtenstein, Robert. Lewiston, New York 1992
- Das Nibelungenlied. Tradotto da Burton Raffel. New Haven, Connecticut: Yale University Press, 2006. ISBN 978-0-300-11320-4. ISBN 0-300-11320-X
- The Nibelungenlied: with The Klage. Tradotto da Whobrey, William T. Hackett, 2008. ISBN 978-1-62466-675-9
- The Nibelungenlied: The Lay of the Nibelungs. Tradotto da Cyril Edwards. Oxford University Press, 2010. ISBN 978-0-19-923854-5
- Michael Manning's The Nibelungen. Tradotto e Illustrato da Michael Manning. Sum Legio Publishing, 2010. ISBN 978-3-9502635-8-9